# Barbados en los Juegos Olímpicos
Barbados en los Juegos Olímpicos está representado por la Asociación Olímpica de Barbados, creada en 1951 y reconocida por el Comité Olímpico Internacional en el mismo año.
Ha participado en catorce ediciones de los Juegos Olímpicos de Verano, su primera presencia tuvo lugar en México 1968. El deportista Obadele Thompson logró la única medalla olímpica del país en las ediciones de verano, al obtener en Sídney 2000 la medalla de bronce en atletismo en la prueba de 100 metros.
En los Juegos Olímpicos de Invierno Barbados no ha participado en ninguna edición.

## Medallero

### Por edición
Juegos Olímpicos de Verano
| Evento              | Oro | Plata | Bronce | Total |
| ------------------- | --- | ----- | ------ | ----- |
| Tokio 1964          | –   | –     | –      | –     |
| México 1968         | 0   | 0     | 0      | 0     |
| Múnich 1972         | 0   | 0     | 0      | 0     |
| Montreal 1976       | 0   | 0     | 0      | 0     |
| Moscú 1980          | –   | –     | –      | –     |
| Los Ángeles 1984    | 0   | 0     | 0      | 0     |
| Seúl 1988           | 0   | 0     | 0      | 0     |
| Barcelona 1992      | 0   | 0     | 0      | 0     |
| Atlanta 1996        | 0   | 0     | 0      | 0     |
| Sídney 2000         | 0   | 0     | 1      | 1     |
| Atenas 2004         | 0   | 0     | 0      | 0     |
| Pekín 2008          | 0   | 0     | 0      | 0     |
| Londres 2012        | 0   | 0     | 0      | 0     |
| Río de Janeiro 2016 | 0   | 0     | 0      | 0     |
| Tokio 2020          | 0   | 0     | 0      | 0     |
| París 2024          | 0   | 0     | 0      | 0     |
| TOTAL               | 0   | 0     | 1      | 1     |

### Por deporte
Deportes de verano
| Evento    | Oro | Plata | Bronce | Total |
| --------- | --- | ----- | ------ | ----- |
| Atletismo | 0   | 0     | 1      | 1     |
| TOTAL     | 0   | 0     | 1      | 1     |